# شيبة (مناخة)

تعديل مصدري - تعديل

شيبة هي إحدى قرى عزلة لهاب بمديرية مناخة التابعة لمحافظة صنعاء، بلغ تعداد سكانها 200 نسمة حسب تعداد اليمن لعام 2004.